# Гириндрасекар Босе
Гириндрасекар Босе е индийски психоаналитик, първи президент на Индийското психоаналитично общество (1922 – 1953).
Той поддържа 20-годишен диалог със Зигмунд Фройд. Познат е с дискусиите относно спецификата на Едиповата теория на Фройд и е сочен от някои за ранен пример на оспорване на западната методология от Изтока.

## Биография
Роден е на 30 януари 1887 година в Индия. През 1921 г. защитава докторска дисертация на тема „Концепцията за потискането“ (Concept of Repression), в която смесва индуистките с фройдистките концепции и която изпраща на Фройд . Това води до кореспонденция между двамата мъже и до формирането на Индийско психоаналитично общество през 1922 г. в Калкута. От 15 членове, девет са колеги учители на Босе по психология или философия, петима са към медицинския корпус на Индийската армия, включително и двама английски психиатри. Единия от тях е Оуен Беркли Хил, известен с работата си в психиатрията в Ранчи. Същата година Босе пише на Фройд във Виена. Фройд, доволен че идеята му се разпространява толкова далече, моли Босе да пише на Ърнест Джоунс, тогава президент на Международната психоаналитична асоциация, за да бъде прието Индийското общество към асоциацията. Босе свършва това и обществото заедно с него като президент става пълноправен член на международната психоаналитична общност.
Списанието на Индийското психоаналитично общество се нарича „Самикса“ и първото му издание се появява през 1947 г.
Босе умира на 3 юни 1953 година в Индия на 66-годишна възраст.

## По-нататъшно четене
- T.G. Vaidyanathan & Jeffrey J. Kripal (editors): Vishnu on Freud's Desk: A Reader in Psychoanalysis and Hinduism, Oxford University Press ISBN 0-19-565835-3, Paperback (Edition: 2003)
- Amit Ranjan Basu,Girindrasekhar Basu and the coming of psychology in colonial India, Theoretical Perspective, Vol.6, 1999, pp.26 – 55.
- Amit Ranjan Basu, „Emergence of a Marginal Science in a Colonial City: Reading Psychiatry in Bengali Periodicals.“ Indian Economic and Social History Review, 41, 2004, pp. 103 – 141.
- Amit Ranjan Basu, Historicizing Indian psychiatry Indian Journal of Psychiatry, Vol. 47, No. 2, 2005, pp. 126 – 129.
- Amit Ranjan Basu, The Coming of Psychoanalysis in Colonial India: the Bengali Writings of Dr. Girindrasekhar Bose, No. 5, 1999 (Centre for Studies in Social Sciences), Enreca Occasional Paper Series – Cu[l]ture and the Disciplines: Papers from the Cultural Studies Workshops/Tapti Guha Thakurta (35.54 p.)